# Plaza de Santa Cruz (Madrid)

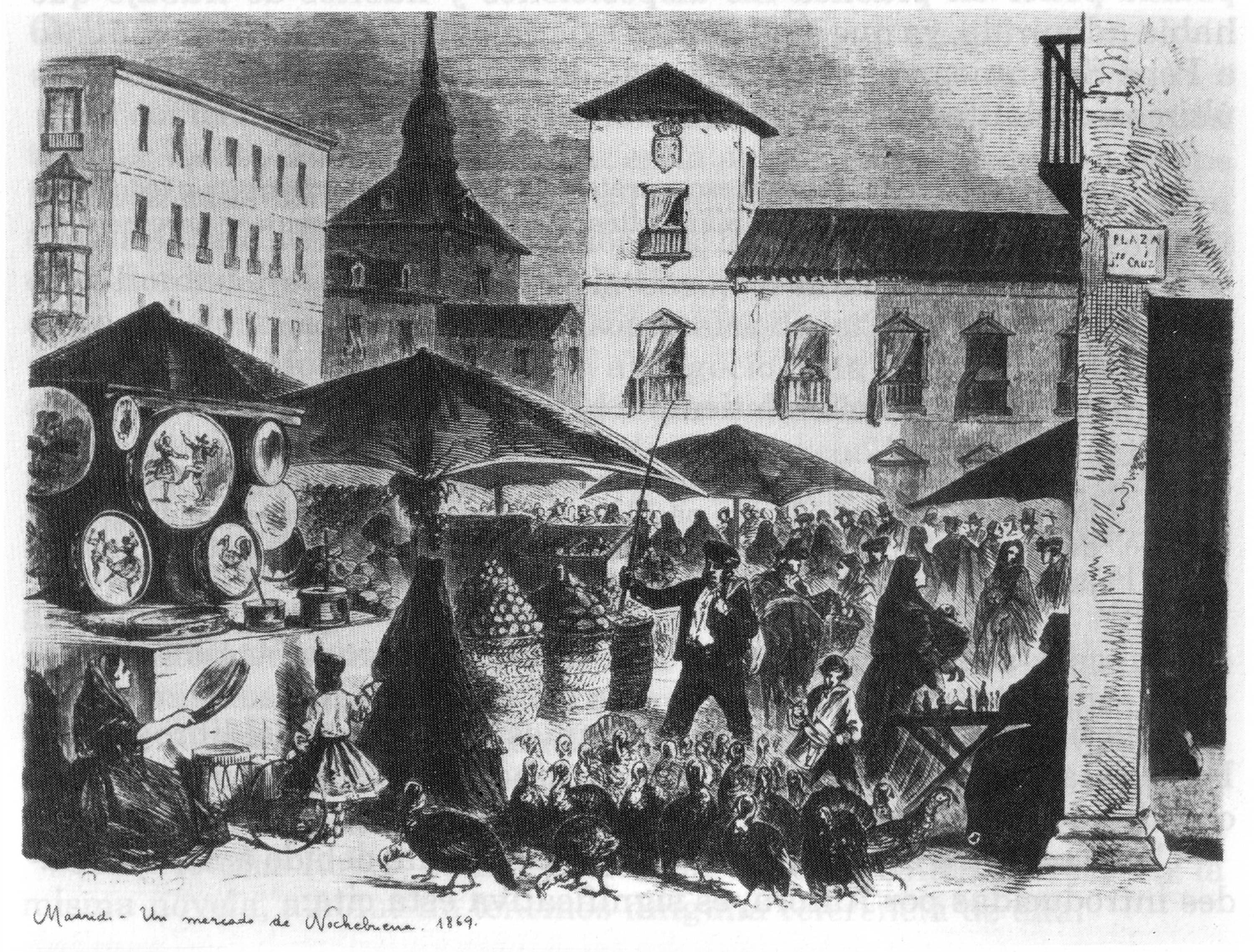
Mercado navideño en la plaza, 1869

La plaza de Santa Cruz es un espacio ubicado en el centro de Madrid, España. Es un punto de intersección de las calles Esparteros, San Cristóbal, Zaragoza, la plaza de la Provincia (final de la calle de Atocha y comienzo de la plaza Mayor por uno de sus arcos esviados) y la calle de la Bolsa. La plaza era tradicionalmente un espacio de venta de figurillas de barro en un mercado navideño de nacimientos, panderos y zambombas. La plaza contenía un mercado de mujeres que ofrecían sus servicios de nodriza durante el siglo XIX.

## Historia
La plaza existía durante el reinado de Felipe II siendo espacio de mercado de vidrios. En el año 1621 se ensanchó la plaza a costa de derribar unas casas de los vecinos a la plaza Mayor. El nombre de la plaza se hereda de la antigua parroquia de la Santa Cruz cuya planta alcanzaba parte de la plaza y de la actual calle de la Bolsa. En la plaza se encontraba ubicado el monasterio de San Tomás. A comienzos del siglo XIX la plaza aparece como mercado de venta ambulante de vendedores pasiegos de telas (en especial de muselinas de contrabando), eran los denominados «prenderos». Tras la guerra de Independencia la plaza se convierte en un lugar de ofrecimiento y contratación del servicio de mujeres nodrizas, que curiosamente son también originarias de los valles pasiegos. Su ofrecimiento aparece en las secciones de anuncios por palabras de los periódicos madrileños de la época. 

El palacio de Santa Cruz (actual Ministerio de Asuntos Exteriores y de Cooperación) fue antigua Cárcel de Corte. Durante el siglo XVIII fue denominado como Ministerio de Ultramar. A finales de siglo, las pérdidas por España las colonias de Cuba y Filipinas, el inmueble se quedó sin funciones de embajada. La plaza fue durante mediados del siglo XX fue un importante nudo de comunicaciones de la red de autobuses de la EMT.